# Hans Hüneke
Hans Hüneke (República Federal Alemana, 12 de enero de 1934-14 de enero de 2015) fue un atleta alemán especializado en la prueba de 3000 m obstáculos, en la que consiguió ser medallista de bronce europeo en 1958.

## Carrera deportiva
En el Campeonato Europeo de Atletismo de 1958 ganó la medalla de bronce en los 3000 m obstáculos, llegando a meta en un tiempo de 8:43.6 segundos, tras el polaco Jerzy Chromik (oro con 8:38.2 segundos que fue récord de los campeonatos) y el soviético Semyon Rzhishchin (plata con 8:38.8 segundos).